# Веретнёва, Мария Борисовна
Мария Борисовна Веретнёва (6 января 1927, д. Скачихи, Ушацкий район — 12 октября 1981) — передовик советского сельского хозяйства, свинарка совхоза «Кубличи» Ушачского района Витебской области Белорусской ССР, Герой Социалистического Труда (1971).

## Биография
Родилась 6 января 1927 года в деревне Скачихи Ушачского района Полоцкого округа Белорусской ССР, ныне деревня Скачихи Кубличского сельсовета Ушачского района Витебской области Белоруссии, в белорусской крестьянской семье. В 1941 году девушка завершила обучение в седьмом классе местной школы. В годы Великой Отечественной войны в составе подпольной группы, а затем партизанского отряда участвовала в борьбе с немецко-фашистскими захватчиками.
После освобождения территории района возобновил работу колхоз «Новый свет», где начала работать бригадиром полеводческой бригады. В мае 1945 года поступила обучаться на курсы трактористов при Селищенской машинно-тракторной станции. По указанию Ушачского райкома КП(б) Б Мария в родном колхозе создала комсомольскую организацию, секретарём которой стала она.
С 1952 года она стала трудиться дояркой, а в 1960 году возглавила животноводческую ферму. В 1963 году в Ушачском районе были реорганизованы несколько колхозов в один образованный совхоз «Кубличи». Мария Борисовна стала трудиться свинаркой на ферме по откорму молодняка свиней. В её группе на откорме находилось 1500 свиней. Задание 8-й пятилетки смогла выполнить досрочно, к 1 июля 1970 года.
«За выдающиеся достижения, достигнутые в развитии сельскохозяйственного производства и выполнении пятилетнего плана продажи государству продуктов животноводства», указом Президиума Верховного Совета СССР от 8 апреля 1971 года Марии Борисовне Веретнёвой (в девичестве - Глинская) было присвоено звание Героя Социалистического Труда с вручением ордена Ленина и золотой медали «Серп и Молот».
С 1974 года являлась членом КПСС. Пользовалась заслуженным авторитетом и уважением коллег и совхозного руководства. Избиралась депутатом Верховного Совета Белорусской ССР в 1971—1975 годах, была членом Ушачского райкома Компартии Белоруссии, Ушачского районного и Кубличского сельского Советов депутатов трудящихся.
С 1981 года жила и работала в Московской области, куда переехала по семейным обстоятельствам. Умерла 12 октября 1981 года.

## Награды
За трудовые успехи была удостоена:
- золотая звезда «Серп и Молот» (08.04.1971);
- орден Ленина (08.04.1971);
- другие медали.